# Maja Sacher
Maja Sacher, auch Maja Sacher-Hoffmann und Maja Hoffmann-La Roche, vor ihrer zweiten Ehe Maja Hoffmann-Stehlin (* 7. August 1896 in Basel als Marie-Anne; † 8. August 1989 in Frenkendorf), war die Witwe des Emanuel Hoffmann, eines Sohnes von Fritz Hoffmann-La Roche, dem Begründer des  Basler Pharma-Unternehmens Roche Holding.

## Leben

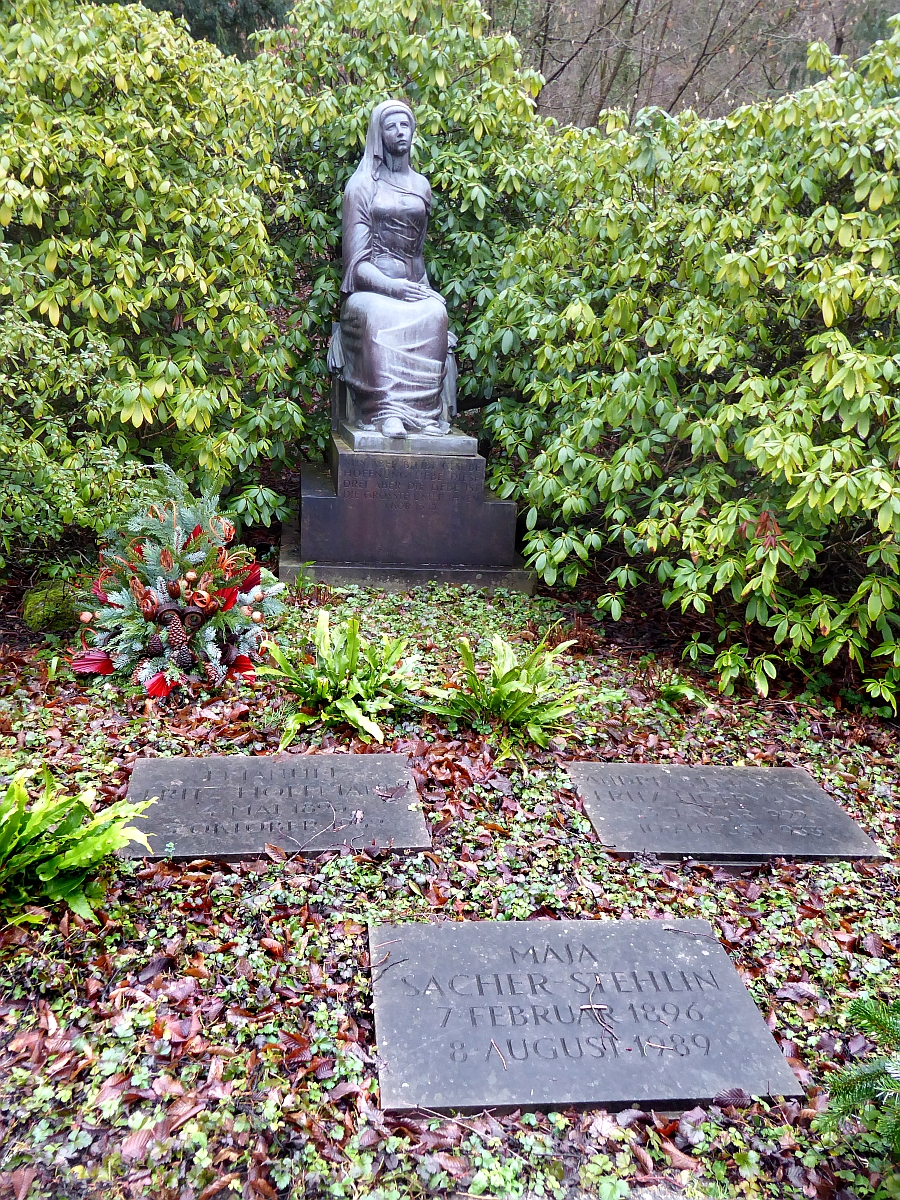
Familiengrab auf dem Friedhof am Hörnli, Riehen, Basel-Stadt

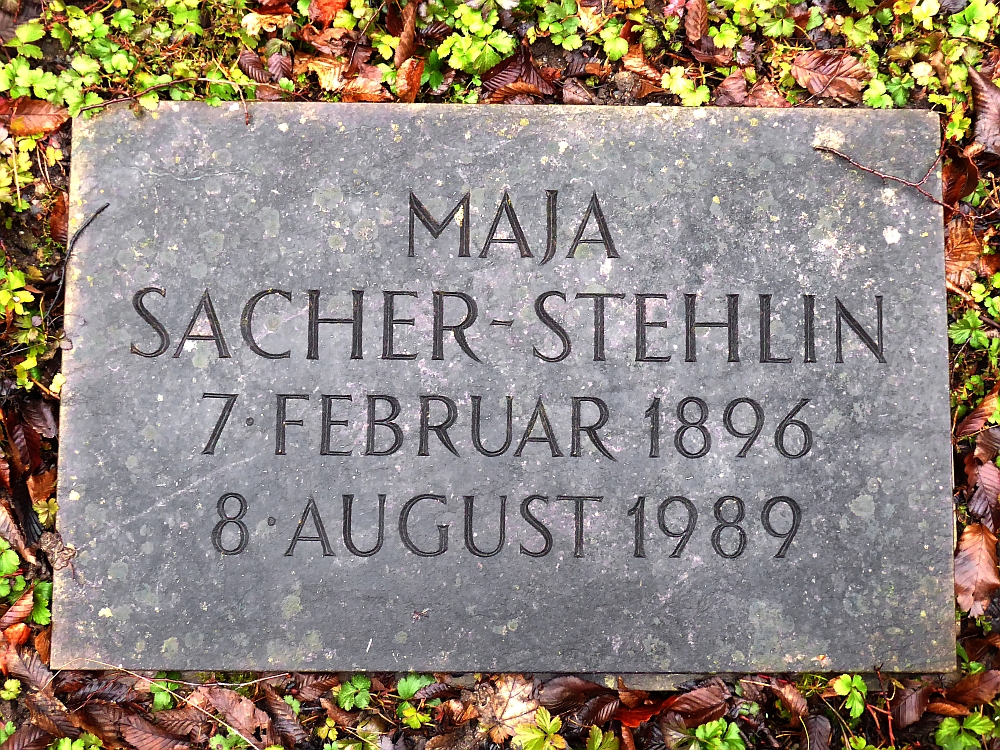
Grab auf dem Friedhof am Hörnli, Riehen, Basel-Stadt

Maja Sacher war die Tochter des Fritz Stehlin und der Helena, geborene von Bavier (1862–1956). Gemeinsam mit zwei älteren Brüdern wuchs sie in Basel auf.
Nach ihrer Schulzeit machte sie eine Ausbildung als Bildhauerin bei der Baronin Wildenstein in München und Antoine Bourdelle in Paris.
1921 heiratete sie Emanuel Hoffmann. Ein Jahr nach dem frühen Tod ihres Ehemannes gründete sie die Emanuel Hoffmann-Stiftung mit ihrer bedeutenden Kunstsammlung, um das Engagement für die moderne Kunst weiterzuführen, welches sie mit dem Namensgeber teilte.
1934 heiratete sie Paul Sacher und lebte mit ihm auf dem von ihr entworfenen «Hofgut Schönenberg» hoch über Pratteln zwischen Pratteln und Frenkendorf. Das Paar beherbergte immer wieder in Not geratene Künstler und war mäzenatisch tätig.
Maja Sacher ermöglichte zusammen mit dem Architekten Alfred Roth, dass Henry van de Velde und seine Tochter Nele van de Velde 1947 in Oberägeri am Ägerisee eine neue Heimat fanden.
Dank ihrer Unterstützung konnte in Zusammenarbeit mit der Christoph Merian-Stiftung  1980 in einer ehemaligen Industrieliegenschaft das Museum für Gegenwartskunst in Basel eröffnet werden.
Die von ihrer Enkelin Maja Oeri gegründete Laurenz-Stiftung ermöglichte den Bau des Schaulagers in Münchenstein. Hier werden die Kunstwerke der Stiftung, die weder im Kunstmuseum Basel noch im Museum für Gegenwartskunst ausgestellt werden können, gelagert und gezeigt.